# Roger Casement
Roger David Casement (1. září 1864, Sandycove, Dublin, Irsko – 3. srpna 1916, Londýn, Velká Británie) byl britský diplomat a irský básník a revolucionář.

## Život
Byl britským konzulem, který v letech 1903–1911 vyšetřoval porušování lidských práv v Kongu a Peru. Diplomatickou službu opustil v roce 1913. Pak se podílel na formování Irských dobrovolníků, vojenské organizace irských separatistů. Po vypuknutí první světové války se rovněž zapojil do jednání s Německem o podpoře odtržení Irska od Velké Británie. V roce 1916 byl zatčen po Velikonočním povstání a obviněn ze zrady, sabotáže a špionáže. Byl odsouzen k trestu smrti, který byl vykonán v Londýně 3. srpna 1916.

### Publikace (výběr)
- CASEMENT, Roger. The Crime Against Ireland and How the War May Right It. New York: [s.n.], 1915.
- CASEMENT, Roger. The Crime Against Europe. A Possible Outcome of the War of 1914. Philadelphia: Celtic Press, 1915.
- CASEMENT, Roger. Some Poems. Dublin, London: Talbot Press/T. Fisher Unwin, 1918.